# Brachypauropodoidea
Brachypauropodoidea – nadrodzina skąponogów z rzędu Tetramerocerata.

## Opis
Należące tu skąponogi posiadają tergity zesklerotyzowane i przynajmniej częściowo podzielone. Szósty tergit jest niewielki i pygidium pozostaje odsłonięte. Ciało ich jest zwykle białawe, często przypłaszczone, a szczecinki (setae) najczęściej zmodyfikowane. Nogi posiadają zwykle krótkie. Dorosłe posiadają 6 lub 9 par odnóży, przy czym pierwsza i ostatnia para jest 5-segmentowa a pozostałe 6-segmentowe lub wszystkie pary posiadają 5 segmentów. Poruszają się powoli.

## Systematyka
To tej nadrodziny skąponogów należą 2 rodziny:
- Brachypauropodidae Silvestri, 1902
- Hansenauropodidae Remy, 1954